# 河辺石

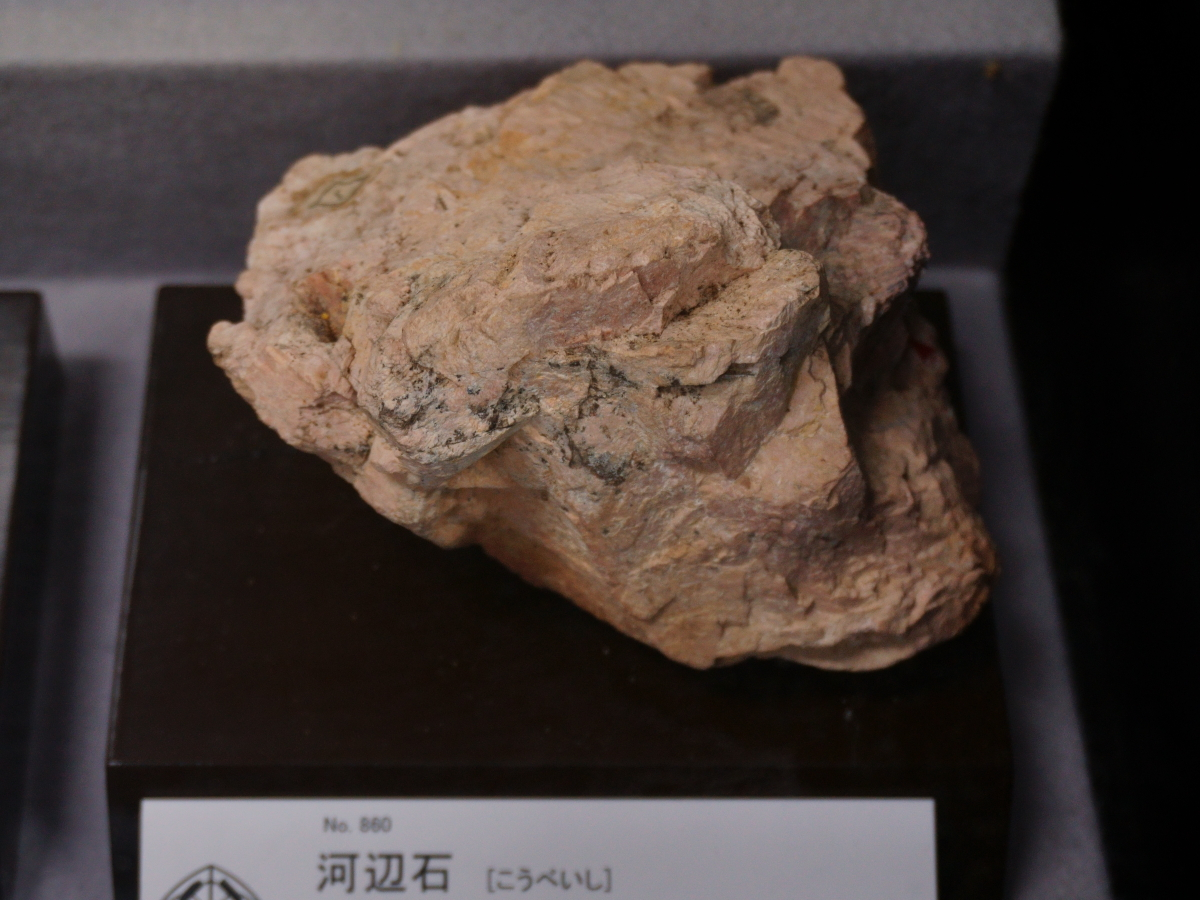
河辺石（秋田大学附属鉱業博物館所蔵）

イットリウム河辺石（いっとりうむこうべせき、Kobeite-(Y)）は、1950年に発表された日本産新鉱物で、京都大学の鉱物学者田久保實太郎などにより、京都府の旧河辺村（現在の京丹後市大宮町河辺）から発見された。発見地の地名から命名された。
化学組成は(Y,U)(Ti,Nb)2(O,OH)6 と発表されたが、確定はしていない。形態からは単斜晶系かとされるが、ウランを含むことによるメタミクト化のため、晶系は決定されていない。規則により、学名には主要な希土類元素である -(Y) を付ける。ほとんど長石中に埋もれるように産出する。
晶系については加熱による結晶状態の復元が試みられ、1961年には益富壽之助、長島乙吉、加藤昭により900℃で1時間加熱により等軸晶系と解釈されるX線回折パターンが検出され、ジルコノ石（CaZrTi2O7）との類縁関係が推測された。その後、2019年には宮脇律郎、加藤らにより、1150℃まで加熱するとジルコノ石の三方晶系ポリタイプの回折パターンに合致すると報告され、河辺石はジルコノ石の希土類元素置換体として、[(Y,Ca)Zr(Ti,Fe3+)2O7、理想式はYZr(TiFe3+)O7]と再定義されると主張された。